# Сарсина
Сарсина је насеље у Италији у округу Форли-Чезена, региону Емилија-Ромања.
Према процени из 2011. у насељу је живело 1688 становника. Насеље се налази на надморској висини од 256 м.

## Становништво
| 1951. | 1961. | 1971. | 1981. | 1991. | 2001. | 2011. |
| ----- | ----- | ----- | ----- | ----- | ----- | ----- |
| 6.808 | 5.389 | 4.391 | 4.071 | 3.908 | 3.693 | 3.602 |

## Партнерски градови
- Lezoux
- Гребенштајн
- Lopik